# ガーディアンズ・オブ・ザ・ギャラクシー (1969年のチーム)
ガーディアンズ・オブ・ザ・ギャラクシー（Guardians of the Galaxy）は、マーベル・コミックが出版する作品に登場する架空のスーパーヒーローチームである。初登場は『Marvel Super-Heroes』第18号（1969年1月）である。

## 出版上の歴史
チームが初登場したのは『Marvel Super-Heroes』第18号（1969年1月）であり、アーノルド・ドレイクがライター、ジーン・コーランがペンシラーであった。チームはその後も『Marvel Two-In-One』第4-5号（1974年7月 - 9月）、『Giant Size Defenders』第5号、『Defenders』第26-29号（1975年7月 - 11月）といったマーベル作品に登場した。それらではキャプテン・アメリカ、シング、ディフェンダーズといったヒーロー達と協力してバドゥーンと戦った。ガーディアンズは他に『Marvel Presents』第3-12号（1976年2月 - 1977年8月）にも登場した。
ガーディアンズは続いて『Thor Annual』第6号（1997年）、『The Avengers』第167-177号（1978年1月 - 11月）と第181号（1979年3月）、『Marvel Team-Up』第86号（1979年10月）、『Marvel Two-in-One』第69号（1980年11月）に登場した。1990年代にはジム・ヴァレンティノ著によるガーディアンズのセルフタイトルが刊行された。第29号（1992年10月）からはマイケル・ギャラガーが執筆し、終了する第62号（1995年7月）まで担当した。他にスピンオフとなる全4号のミニシリーズ『Galactic Guardians』（1994年7月 - 10月）も発売された。
2008年5月からはダン・アブネットとアンディ・ランニングによる第2期が開始された。このタイトルでは『Annihilation: Conquest』の登場人物により結成された新チームがフィーチャーされている。1969年のチームも第12-17号と第25号でゲスト出演している。

## チームの歴史
ガーディアンズは通常のマーベル・ユニバースとは別世界であるアース691の31世紀で活動している。オリジナルメンバーには、20世紀の地球からアルファ・ケンタウリへ向けて1000年の旅をしたヴァンス・アストロが含まれる。他に冥王星出身でクリスタルの体を持つマルティネックス、木星出身の戦士チャーリー27、ケンタウリIV（アルファ・ケンタウリBを周回する第4惑星）出身のヨンドゥ・ウドンタがオリジナルメンバーであった。彼らは太陽系を侵略しようとするバドゥーンを阻止するためにチーム結成を余儀なくされた。バドゥーンとの戦いの最中、スターホークとニッキーが新たにチームに加わり、そして時間を超えて20世紀の地球に到着し、キャプテン・アメリカやシングといったヒーローたちと遭遇した。
ガーディアンズは最終的にバドゥーンを倒すが、直後に今度はバドゥーンによって生み出されたコルヴァックと直面する。31世紀でコルヴァック撃破のために雷神ソーと手を組み、さらにガーディアンズはコルヴァックを追って20世紀の地球へ現れ、アベンジャーズと共に最後の戦いを行った。
ガーディアンズはその後も活動を続け、インヒューマンのタロン、スクラルのレプリカ、二代目イエロージャケットのリタ・デマラが加わった。
ギャラクシーは最終的に複数のチーム組織に拡大し、マルティネックスはギャラクティック・ガーディアンズ（Galactic Guardians）の名で知られる第二部隊の追加メンバーを探すために離脱した。

## コレクテッド・エディション
| タイトル                                       | 収録内容                                                                                 | 発行日    | ISBN               |
| ---------------------------------------------- | ---------------------------------------------------------------------------------------- | --------- | ------------------ |
| Guardians of the Galaxy: Quest for the Shield  | Guardians of the Galaxy #1–6                                                             | 1992年2月 | ISBN 0871358794    |
| Guardians of the Galaxy: Earth Shall Overcome  | Marvel Super-Heroes #18 Marvel Two-in-One #4–5 Giant-Size Defenders #5 Defenders #26–29. | 2009年4月 | ISBN 9780785137863 |
| Guardians of the Galaxy: The Power of Starhawk | Marvel Presents #3–12                                                                    | 2009年7月 | ISBN 9780785137887 |